# Kongo (folk)

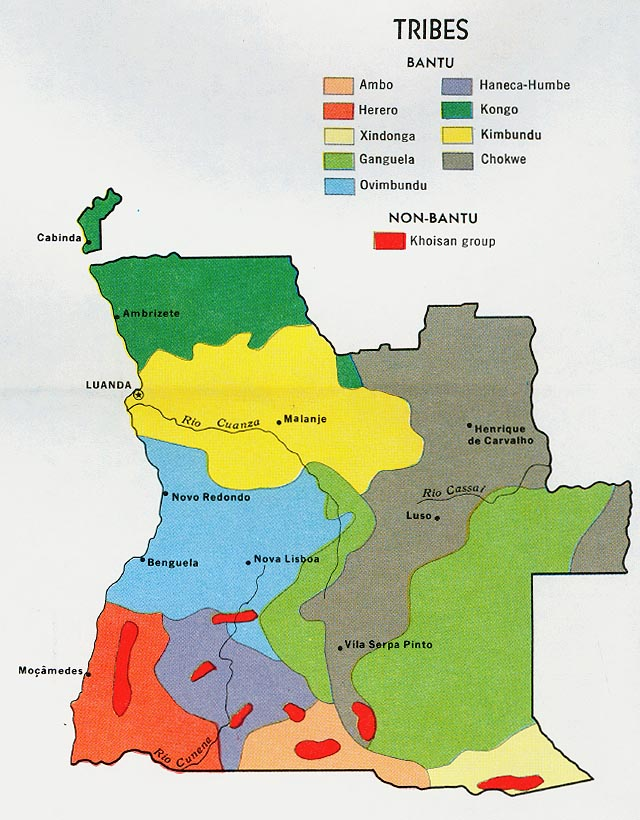
Etnisk karta över Angola (Bakongo-området märkt mörggrönt

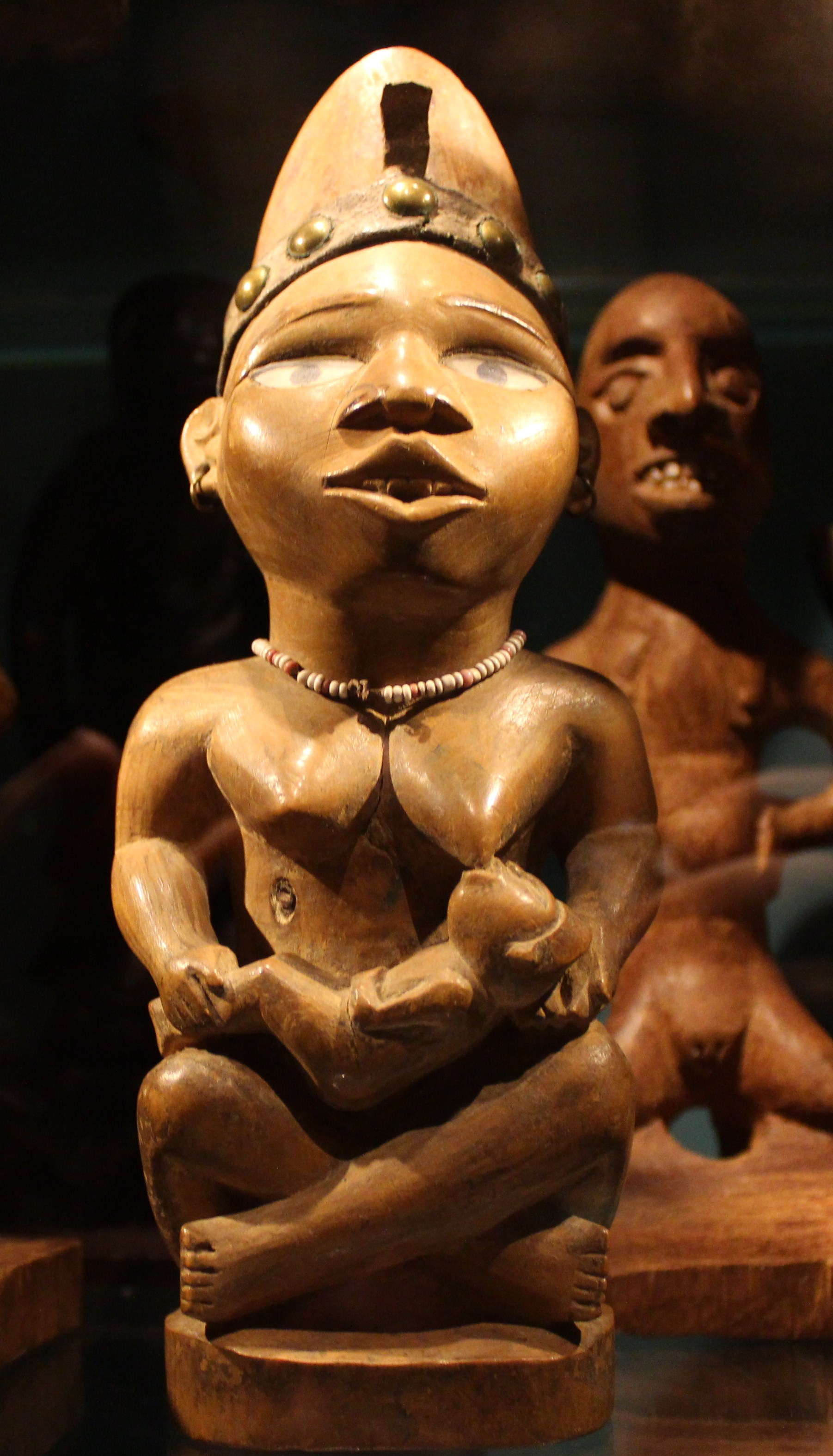
Mor- och barn-skulptur från nedre Kongo, en bild av fruktsamhet som också berättar om andlighet och rituell renhet. Samhället hos bakongofolket är matrilineärt organiserat. Etnografiska museet, Stockholm,
1894.02.0056

Kongo eller bakongo är en sammanfattande benämning på ett antal bantutalande folkstammar som lever som jordbrukare kring Kongoflodens mynning. Språket kallas kikongo och talas av drygt tio miljoner människor. Några av de folkgrupper som räknas till kongo är sundi, bwende, beembe, vili, yombe, lari och dondo.
Dessa bor i länderna Kongo-Brazzaville, Kongo-Kinshasa och Angola, vilket har lett till olika rörelser med syfte att kunna bilda en särskild bakongo-stat, till exempel Bundu dia Kongo. Under tiden från 1400-talet till 1665 fanns ett kungarike, Kongoriket, som tidigt kom under portugisiskt inflytande. Detta kristna rike hade som huvudstad Mbanza Kongo (São Salvador).

## Historia
Det är högst troligt att kongofolket anlände till området före 500 f.Kr. som en del av en större bantumigration. Social komplexitet hade förmodligen uppstått på 200-talet i vissa regioner där kikongo talades. På 1400-talet beskrev europeiska expeditioner dem som splittrade på en rad riken, bland annat Kongo, Ngoyo, Vungu, Kokango m.fl. på båda sidor om Kongofloden. Under 1500-talet uppstod ännu ett bakongorike, Loango, som behärskade en stor del av kusten norr om Kongofloden.
Eftersom den mest antropologiskt utforskade delen av bakongo är regionen som koloniserades av Frankrike och Belgien (Loango, Vungu och Niari-dalen) är den väl beskriven och dess kultur ofta bättre presenterad än andra delar av den totala, större kikongodelen i området. Ett av de centrala problemen med att förstå regionen är således att koppla historiska dokument från en liten del av regionen till forskning gällande en annan del inom densamma.